# Zhang Lexing
Zhang Lexing (張樂行, 1810–1863) era un dirigente de guerrilla durante la rebelión Nian en China.
Zhang era originalmente un terrateniente y miembro de una familia implicada en el contrabando de la sal.  En 1852 es escogido para dirigir el Nian, y en 1856 se le otorga el título de "Señor de la Alianza", cuándo el Nian los organizó bajo un sistema de banderas inspirado en las ocho banderas del gobernantes de la dinastía Qing.  Zhang también en este tiempo reclamó el título de "Gran príncipe han por el Mandato del Cielo".  En 1863 es vencido y capturado junto con su hijo e hijo adoptado por el general de caballería Mongol Sengge Rinchen.  Antes de ser ejecutado,  confiesa que ya no pueda recordar cuántos sitios haya saqueado; él también reclamado no saber el paradero de su mujer, quién había sido perseguido por tropas del gobierno, o su hermano Zhang Minxing, quién había escapado al suroeste junto con varios miles de hombres, y que otros líderes del Nian ya habían sido matados.  A pesar de la pérdida aparente de liderazgo, la rebelión Nian continuaría otros cinco años, con Sengge Richen siendo asesinado en una emboscada al Nian solo dos años después de que Zhang muere.